# اچ‌ام‌اس موهاک (اف۱۲۵)
اچ‌ام‌اس موهاک (اف۱۲۵) (به انگلیسی: HMS Mohawk (F125)) یک کشتی بود. این کشتی در سال ۱۹۶۲ ساخته شد.